# Руй Педру
Руй Педру Коуту Рамалью (порт. Rui Pedro Couto Ramalho, нар. 2 липня 1988, Віла-Нова-ді-Гайя), відоміший як просто Руй Педру, — португальський футболіст, нападник румунського клубу «ЧФР Клуж».

## Клубна кар'єра
Народився 2 липня 1988 року в місті Віла-Нова-ді-Гайя. Вихованець юнацьких команд футбольних клубів «Леверенсі» та «Порту».
У дорослому футболі дебютував 2007 року в клубі «Порту», у складі головної команди, втім, провів лише одну гру в рамках розіграшу Кубка Португалії.
Намомість з 2008 по 2011 рік грав на правах оренди у складі португальських команд «Ештрела», «Портімоненсі», «Жіл Вісенте» та «Лейшойнш».
До складу румунського «ЧФР Клуж» приєднався 2011 року. Наразі встиг відіграти за команду з Клужа 26 матчів в національному чемпіонаті.

## Виступи за збірні
У 2003 році дебютував у складі юнацької збірної Португалії, взяв участь у 30 іграх на юнацькому рівні, відзначившись 9 забитими голами.
Протягом 2007–2009 років залучався до складу молодіжної збірної Португалії. На молодіжному рівні зіграв у 19 офіційних матчах, забив 5 голів.